# یانکوف زالشنه
یانکوف زالشنه (به لاتین: Janków Zaleśny) یک روستا در لهستان است که در گمینا راشکوو واقع شده‌است. یانکوف زالشنه ۵۴۰ نفر جمعیت دارد.